# Coche sleeper

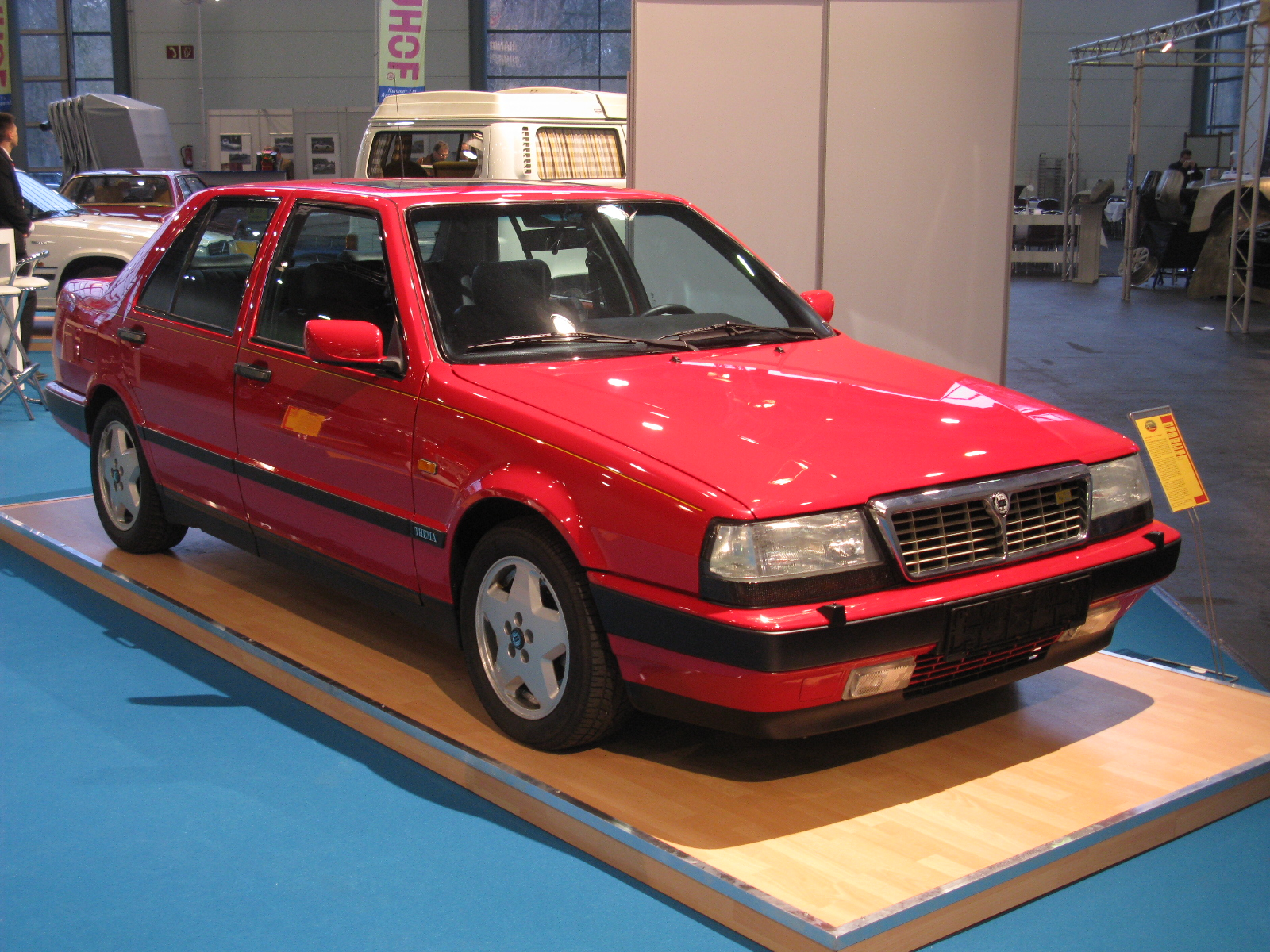
Lancia Thema 8.32, una berlina estándar con un motor Ferrari 3.0 de 215 CV.

Un coche sleeper es un automóvil con unas prestaciones muy altas pero que por su exterior discreto no lo aparentan. Estos aparentemente tienen el mismo aspecto que un coche básico o estándar de su clase. En ocasiones es intencionadamente por el dueño que tenga un aspecto más estándar o desatendido, pero que cuente con unas modificaciones internas con niveles de alto rendimiento. El término «sleeper» viene del inglés porque son coches que parecen tener una potencia latente dormida en su interior, se podría traducir diciendo que son «coches con alma de lobo y piel de cordero».

## Comienzos

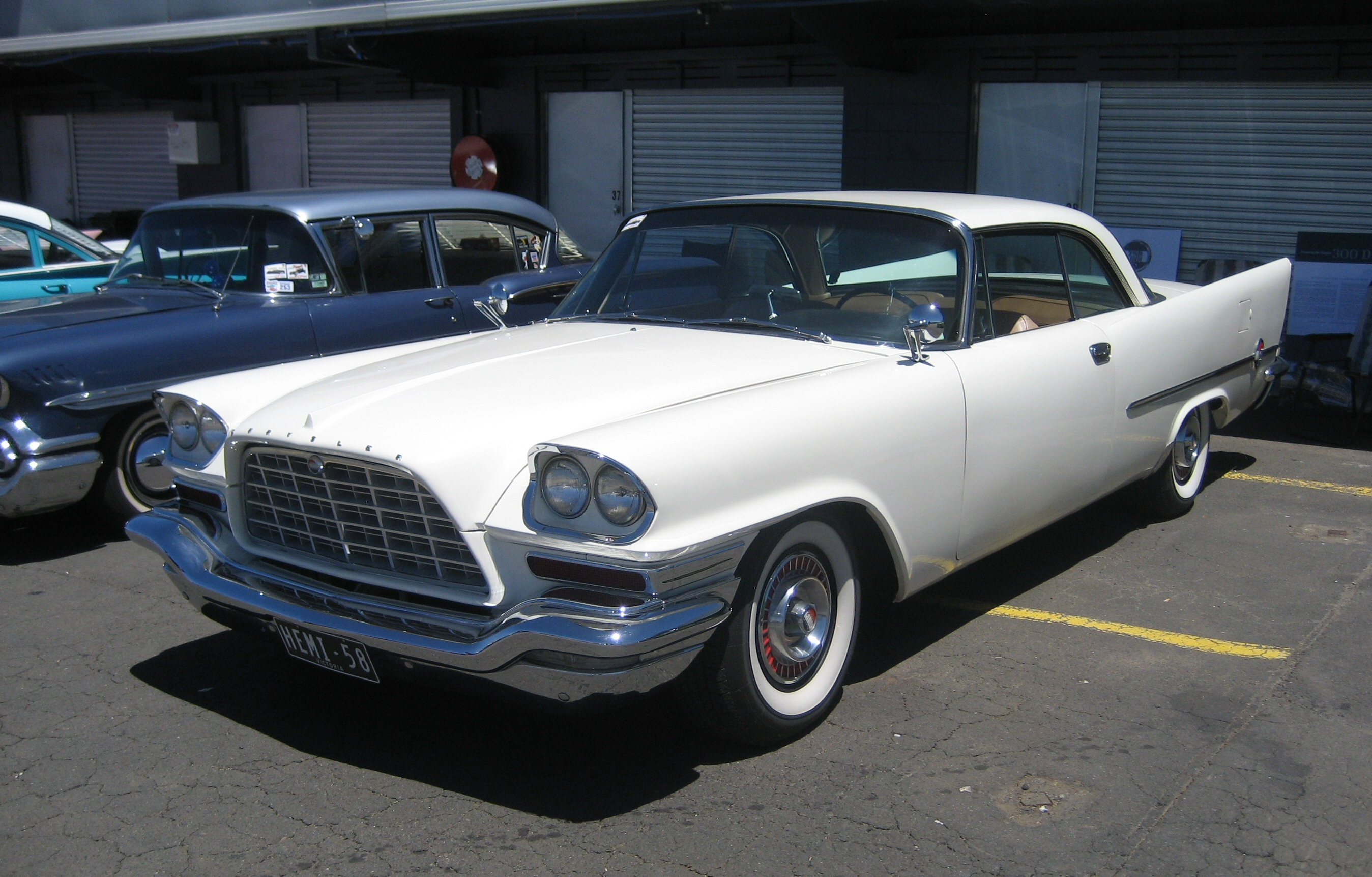
Chrysler 300D (1958) con 380 CV

Los Chrysler 300 empezaron a fabricarse en 1955 con el Chrysler C-300. Con un motor 5.4 L FirePower V8. Era la primera vez que un utilitario montaba un motor con 300 CV y se consideraba uno de los vehículos más potente de los EE. UU. en esos tiempos. En 1957, con el 300C, se llegaron a alcanzar los 375 CV. Estos coches se consideran los primeros sleeper que se comercializaron como automóviles de lujo de marca Chrysler, pero con una homologación de motor de competición. Aun así, estos coches pierden su valor de sleeper, debido a su rareza (son de un alto nivel de lujo y las unidades son muy caras y limitadas) y los éxitos obtenidos por Carl Kiekhaefer en NASCAR entre 1955 y 1956, aunque si se considera el precursor del muscle americano.
El Mercedes-Benz 300SEL 6.3 era una potente berlina con un exterior precioso. Una tendencia abiertamente potente entre las berlinas de su categoría, con modificaciones sutiles en la carrocería realizadas por Mercedes-AMG y Brabus.
En Europa también destacan como sleeper los coches Opel Omega y Lancia Thema 8.32.

## Coches con modificaciones del dueño
Algunos dueños de vehículos crean su propio sleeper intercambiando su motor por uno más potente o haciendo otras modificaciones para aumentar su rendimiento, como añadir un turbo o sobrealimentar el motor, manteniendo su aspecto exterior de fábrica. A veces se puede reconocer un vehículo modificado por sus neumáticos, suspensión, sonido de motor y tubo de escape, discos de freno... Otros dueños se dedican a reducir el peso del vehículo, eliminando todo aquello que no sea fundamental para correr en la calle, como los asientos traseros, la rueda de repuesto, el aire acondicionado o calefacción y los parachoques y faros se suelen cambiar por otros de material más ligero.
En ocasiones es más barato asegurar un sleeper que un coche deportivo de prestaciones similares al sleeper, pero algunas compañías pueden rechazar dar cobertura a los daños de un vehículo muy modificado.

## Coches eléctricos
Mientras que algunos funcionan a base de etanol o gasolina, Tesla, Inc. puede entrar en juego con su vehículo eléctrico, el Model S. La variante P85D Ludicrous es capaz de acelerar de 0 a 100 km/h en 3,1 segundos, con una velocidad punta superior a 210 km/h. Otros modelos de Tesla posteriores pueden pasar de 0 a 100 en 2,3 segundos y tienen una velocidad punta de 250 km/h.